# Bubón
Una buba o bubón (del griego βουβών,  "tumor en la ingle") es la inflamación de un nódulo linfático. Se produce en infecciones como la peste bubónica, la gonorrea, la tuberculosis, el chancro o la sífilis. Su aspecto es similar a una enorme ampolla, y suele aparecer en las axilas, las ingles o el cuello. 

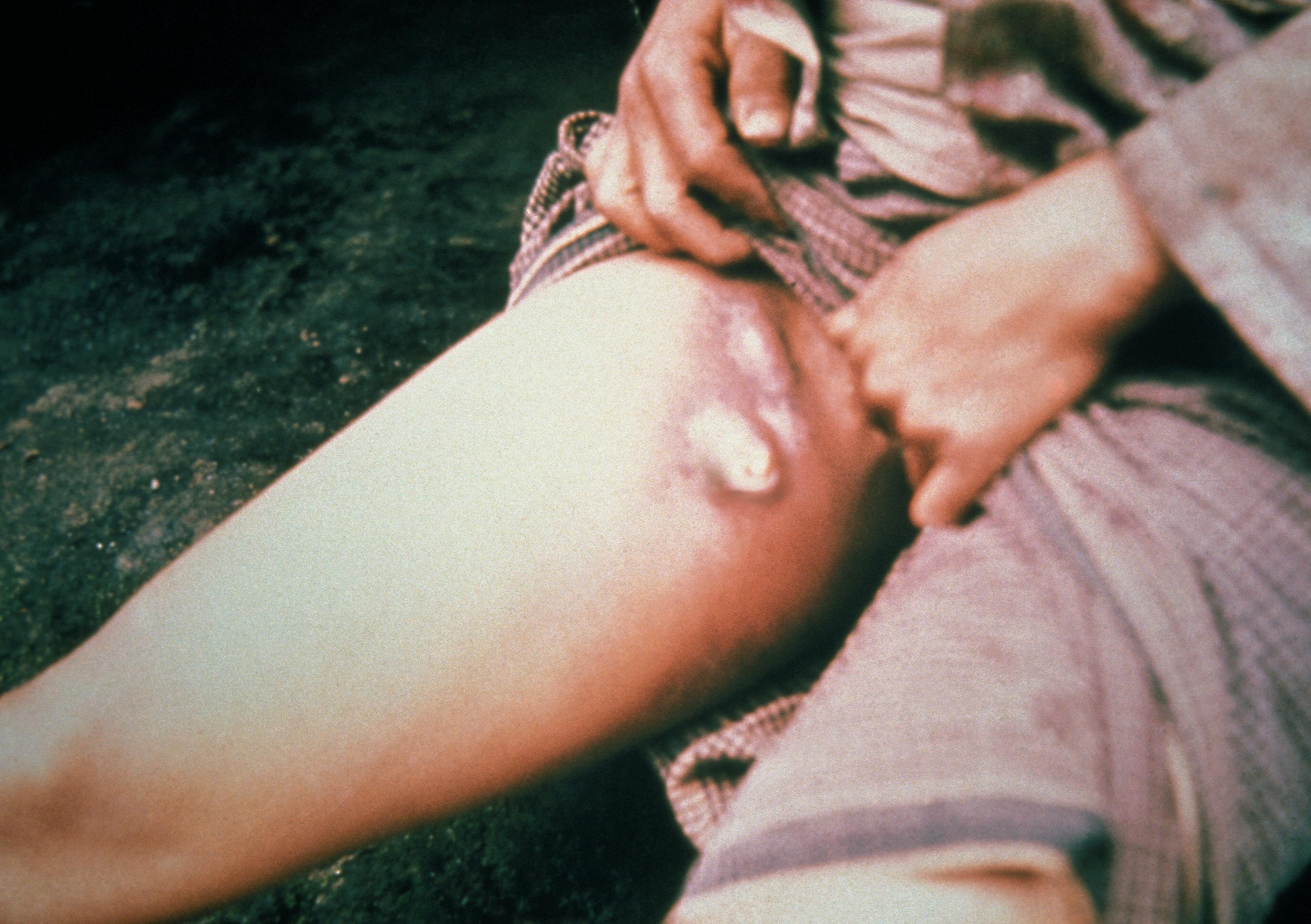
Bubas en la pierna causadas por la peste bubónica.

Según los registros históricos, las bubas eran características de la pandemia responsable de la peste negra y quizás de otras pandemias antiguas. En esa época, los médicos normalmente creían que las bubas debían abrirse; se sabe que con tal fin se utilizaban plumas de gallina. No obstante, la medicina moderna considera este tratamiento inútil e incluso dañino, ya que la punción puede aumentar el riesgo de infección en el paciente. 
Las bubas raramente exigen cuidados locales de ningún tipo, sino que suelen desaparecer con una terapia sistémica a base de antibióticos. De hecho, en los pacientes de peste bubónica, su incisión y drenaje plantea un riesgo para las personas que están en contacto con el paciente, debido a la diseminación aérea del contenido de la buba. Puede realizarse una punción con fines diagnósticos que podría proporcionar un alivio sintomático.